# Dremomys
Dremomys és un gènere d'esquirols originaris de l'est i sud-est d'Àsia. Habiten selves tropicals i boscos caducifolis de clima temperat. Generalment viuen a grans altituds, de fins a 3.400 msnm. Es mouen per terra i les parts baixes dels arbres mentre busquen núcules, fruita i, de tant en tant, insectes per menjar-se'ls. Tenen una llargada corporal d'uns 20 cm, sense comptar la cua, que fa aproximadament 15 cm de longitud. Tenen el pelatge de color marró grisenc, a vegades amb matisos de color oliva o vermell.

## Taxonomia
- Esquirol de muntanya de Borneo (Dremomys everetti)
- Esquirol de gola roja (Dremomys gularis)
- Esquirol de panxa taronja de l'Himàlaia (Dremomys lokriah)
- Esquirol de musell llarg de Perny (Dremomys pernyi)
- Esquirol de cuixes vermelles (Dremomys pyrrhomerus)
- Esquirol de galtes vermelles (Dremomys rufigenis)